# Список глав государств в 129 году
Список глав государств в 128 году — 129 год — Список глав государств в 130 году — Список глав государств по годам

## Африка
- Мероитское царство (Куш) — Аритениесбехе, царь (108 — 132)

## Азия
- Армения Великая — Вагарш I, царь (116 — 144)
- Иберия — Фарсман II, царь (116 — 132)
- Китай (Династия Восточная Хань) — Шунь-ди (Лю Бао), император (125 — 144)
- Корея (Период Трех государств):
  - Когурё — Тхэджохо, тхэван (53 — 146)
  - Пэкче — Кэру, король (128 — 166)
  - Силла — Чима, исагым (112 — 134)
- Кушанское царство — Канишка I, великий император  (127 — 147)
- Осроена — Ману VII, царь (123 — 139)
- Парфия:
  - Хосрой, шах (105 — 129)
  - Митридат IV, шах (129 — 147)
  - Вологез II, шах (105 — 147)
- Сатавахана — Гаутамипутра Сатакарни, махараджа  (112 — 136)
- Хунну — Сюли, шаньюй (128—140)
- Япония — Кэйко, тэнно (император) (71 — 130)

## Европа
- Боспорское царство — Котис II, царь  (123 — 132)
- Ирландия — Конн Сто Битв, верховный король (122 — 157)
- Римская империя:
  - Адриан, римский император (117 — 138)
  - Публий Ювентий Цельс Тит Ауфидий Гений Севериан, консул (129)
  - Луций Нераций Марцелл, консул (129)

## Галерея
- Адриан 
 117—138 
 Император Римской империи
- Канишка I 
 127—147 
 Царь (Великий император) Кушанского царства
- Кэйко 
 71—130 
 Император Японии